# Lino Nägele
Lino Nägele (* 16. Februar 1994) ist ein liechtensteinischer Politiker (FBP). Er ist seit 2025 Abgeordneter im liechtensteinischen Landtag.

## Biografie
Nägele absolvierte eine Lehre zum Zimmermann FZ. Nachdem er die Matura nachholte, studierte er Architektur und erhielt einen Bachelor of Science in Architecture (BSc Arch). Nachdem er einige Jahre als Architekt gearbeitet hatte, studierte Nägele berufsbegleitend Betriebswirtschaft und erhielt einen Master of Business Administration  (MBA) mit Schwerpunkt auf Immobilienmanagement.
Im Februar 2025 wurde er für die Fortschrittliche Bürgerpartei in den Landtag des Fürstentums Liechtenstein gewählt.
Nägele ist verheiratet und hat zwei Kinder, einen Sohn und eine Tochter.